# Wimbe
De Wimbe is een Ardense beek die uitmondt in de Lesse. Zij ontspringt in de buurt van Haut-Fays, in de Belgische provincie Luxemburg en stroomt vervolgens langs de dorpen Froidfontaine, Honnay, Revogne en Lavaux-Sainte-Anne. Enkel de twee laatste dorpjes (gehuchten) zijn gelegen aan de rivier zelf. In Lavaux-Sainte-Anne passeert de Wimbe langs het kasteel van Lavaux-Sainte-Anne. In Lavaux-Sainte-Anne werd tussen 1995 en 2003 het debiet gemeten. Het gemiddelde debiet over één jaar gezien was het hoogste in 2000 (1,5m³/s) en het laagst in 2003 (0,58m³/s).